# Ола (Арканзас)
Ола (англ. Ola) — місто (англ. city) в США, в окрузі Єлл штату Арканзас. Населення — 934 особи (2020).

## Географія
Ола розташована на висоті 110 метрів над рівнем моря за координатами 35°1′53″ пн. ш. 93°13′27″ зх. д. / 35.03139° пн. ш. 93.22417° зх. д. (35.031448, -93.224035).  За даними Бюро перепису населення США в 2010 році місто мало площу 4,93 км², з яких 4,58 км² — суходіл та 0,35 км² — водойми.

## Демографія
Згідно з переписом 2010 року, у місті мешкала 1281 особа в 471 домогосподарстві у складі 312 родин. Густота населення становила 260 осіб/км².  Було 556 помешкань (113/км²). 
Расовий склад населення:
| - 88,5 % — білих - 1,6 % — корінних американців - 0,5 % — чорних або афроамериканців - 0,5 % — азіатів - 6,8 % — осіб інших рас |

До двох чи більше рас належало 2,0 %. Іспаномовні складали 18,0 % від усіх жителів.
За віковим діапазоном населення розподілялося таким чином: 28,6 % — особи молодші 18 років, 57,7 % — особи у віці 18—64 років, 13,7 % — особи у віці 65 років та старші. Медіана віку мешканця становила 35,7 року. На 100 осіб жіночої статі у місті припадало 88,1 чоловіків;  на 100 жінок у віці від 18 років та старших — 83,2 чоловіків також старших 18 років.
Медіана доходів становила 30 197 доларів для чоловіків та 26 528 доларів для жінок. За межею бідності перебувало 18,7 % осіб, у тому числі 38,2 % дітей у віці до 18 років та 9,9 % осіб у віці 65 років та старших.
Цивільне працевлаштоване населення становило 398 осіб. Основні галузі зайнятості: фінанси, страхування та нерухомість — 18,8 %, виробництво — 17,6 %, мистецтво, розваги та відпочинок — 14,6 %, освіта, охорона здоров'я та соціальна допомога — 14,3 %.
За даними перепису населення 2000 року в Олі проживало 1204 особи, 283 родини, налічувалося 464 домашніх господарств і 556 житлових будинків. Середня густота населення становила близько 236 осіб на один квадратний кілометр. Расовий склад Оли за даними перепису розподілився таким чином: 83,89 % білих, 0,42 % — чорних або афроамериканців, 0,25 % — корінних американців, 0,25 % — азіатів, 0,17 % — вихідців з тихоокеанських островів, 2,08 % — представників змішаних рас, 12,96 % — інших народів. Іспаномовні склали 16,86 % від усіх жителів міста.
З 464 домашніх господарств в 33,6 % — виховували дітей віком до 18 років, 41,6 % представляли собою подружні пари, які спільно проживали, в 14,2 % сімей жінки проживали без чоловіків, 39,0 % не мали сімей. 34,5 % від загального числа сімей на момент перепису жили самостійно, при цьому 17,9 % склали самотні літні люди у віці 65 років та старше. Середній розмір домашнього господарства склав 2,44 особи, а середній розмір родини — 3,18 особи.
Населення міста за віковим діапазоном за даними перепису 2000 року розподілилося таким чином: 28,3 % — жителі молодше 18 років, 8,3 % — між 18 і 24 роками, 26,5 % — від 25 до 44 років, 18,9 % — від 45 до 64 років і 18,0 % — у віці 65 років та старше. Середній вік мешканця склав 36 років. На кожні 100 жінок в Олі припадало 88,1 чоловіків, у віці від 18 років та старше — 84,0 чоловіків також старше 18 років.
Середній дохід на одне домашнє господарство в місті склав 19 375 доларів США, а середній дохід на одну сім'ю — 24 125 доларів. При цьому чоловіки мали середній дохід в 21 250 доларів США на рік проти 16 100 доларів середньорічного доходу у жінок. Дохід на душу населення в місті склав 10 117 доларів на рік. 20,1 % від усього числа сімей в окрузі і 27,2 % від усієї чисельності населення перебувало на момент перепису населення за межею бідності, при цьому 36,9 % з них були молодші 18 років і 29,9 % — у віці 65 років та старше.